# Kylie Fitts
Kylie Roy Fitts (geboren am 11. Oktober 1994 in San Bernardino, Kalifornien) ist ein ehemaliger US-amerikanischer American-Football-Spieler auf der Position des Outside Linebackers  in der National Football League (NFL). Er spielte College Football an der University of Utah und wurde 2018 von den Chicago Bears in der 6. Runde des NFL Drafts ausgewählt. Fitts spielte vier Jahre lang in der NFL, davon eine Saison für Chicago und drei Saisons für die Arizona Cardinals.

## Karriere

### College
Fitts spielte ursprünglich an der University of California, wechselte aber nach einem Jahr das Programm. Nach einem Jahr als Redshirt spielte Fitts in der darauffolgenden Saison alle 13 Spiele. Im zweiten Spiel, gegen die Brigham Young University, seiner dritten Saison verletzte er sich am Fuß und musste seine Saison beenden. Auch in seinem letzten Jahr hatte Fitts mit Verletzungen zu kämpfen, erlangte jedoch 3 Sacks und 23 Tackles. Er wurde außerdem zum Senior Bowl 2018 eingeladen.

### NFL

#### Chicago Bears
Fitts wurde von den Bears in der 6. Runde des NFL Drafts 2018 mit dem 181. Pick ausgewählt. Er wurde am 31. August 2019 entlassen.

#### Arizona Cardinals
Am 3. September 2019 unterschrieb Fitts bei den Cardinals und war zunächst im Practice Squad. Er wurde am 4. Dezember 2019 in den aktiven Kader befördert. Am 31. August 2021 wurde er im Rahmen der Kaderverkleinerung auf 53 Spieler von den Cardinals entlassen und tags darauf in den Practice Squad aufgenommen. Er wurde später in den aktiven Kader aufgenommen und kam in sechs Spielen für Arizona zum Einsatz, vorwiegend in den Special Teams.
Am 15. April 2022 gab Fitts via Instagram sein Karriereende bekannt und gab gesundheitliche Gründe für seine Entscheidung an, da er mehrere Gehirnerschütterungen erlitten hatte.